# Armley
Armley är en stadsdel i västra Leeds, i distriktet Leeds, i grevskapet West Yorkshire, i England. Stadsdelen har haft stor betydelse för stadens textilindustri. Armley Mills, numera Armley Mills Leeds Industrial Museum var världens största ullfabrik när den byggdes 1788.
Armley var en civil parish 1866–1904 när blev den en del av Armley and Bramley. Civil parish hade 27 521 invånare år 1901. Stadsdelen finns omnämnd i Domesday Book då Ermelai, då den hade halverats i värde efter Härjandet av Norra England.
Det har troligen funnits en fästning i Armley, den är dock sedan länge försvunnen och dess eventuella ursprung är omtvistat. Joshua Tetley, som grundade den lokala öltillverkaren Joshua Tetley & Son Ltd föddes i stadsdelen. 

## Kända personer
- Barbara Taylor Bradford, författare
- Benjamin Gott, industrialist
- Peter Robinson (författare)